# Oceania Cup 2008
Oceania Cup 2008 – drugi turniej z cyklu Oceania Cup, międzynarodowe zawody rugby union organizowane przez Oceania Rugby dla rozwijających się zespołów z Oceanii, które odbyły się w dniach 16–30 sierpnia 2008 roku.

## Informacje ogólne
Początkowo w zawodach miało wziąć udział sześć reprezentacji, wycofały się jednak zespoły z Papui-Nowej Gwinei oraz Wysp Salomona.
Cztery pozostałe zespoły rywalizowały zatem systemem pucharowym w ciągu dwóch meczowych dni. Pary półfinałowe zostały ustalone na podstawie kryterium geograficznego. W finale triumfowali reprezentanci Niue.

## Drabinka
|  |                        |                |          |                        |    |                |                |       |
|  | Półfinał               | Półfinał       | Półfinał |                        |    | Finał          | Finał          | Finał |
|  | Półfinał               | Półfinał       | Półfinał |                        |    | Finał          | Finał          | Finał |
|  | 16 sierpnia 2008       |                |          |                        |    |                |                |       |
|  |                        |                |          |                        |    |                |                |       |
|  | Nowa Kaledonia         | Nowa Kaledonia | 32       |                        |    |                |                |       |
|  | Nowa Kaledonia         | Nowa Kaledonia | 32       | 30 sierpnia 2008 18:00 |    |                |                |       |
|  | Vanuatu                | Vanuatu        | 20       |                        |    |                |                |       |
|  | Vanuatu                | Vanuatu        | 20       |                        |    | Nowa Kaledonia | Nowa Kaledonia | 5     |
|  | 16 sierpnia 2008 15:30 |                |          |                        |    | Nowa Kaledonia | Nowa Kaledonia | 5     |
|  |                        |                | Niue     | Niue                   | 27 |                |                |       |
|  | Wyspy Cooka            | Wyspy Cooka    | Niue     | Niue                   | 27 | 7              |                |       |
|  | Wyspy Cooka            | Wyspy Cooka    |          |                        |    |                |                |       |
|  | Niue                   | Niue           | 18       |                        |    |                |                |       |
|  | Niue                   | Niue           | 18       |                        |    |                |                |       |

## Konferencja wschodnia
| 16 sierpnia 200815:30 | Wyspy Cooka | 7:18 | Niue | Tereora National Stadium, Avarua |
| 16 sierpnia 200815:30 |             | 7:18 |      | Tereora National Stadium, Avarua |

## Konferencja zachodnia
| 16 sierpnia 2008 | Nowa Kaledonia | 32:20 | Vanuatu | Stade Rivière Salée, Numea |
| 16 sierpnia 2008 |                | 32:20 |         | Stade Rivière Salée, Numea |

## Finał
| 30 sierpnia 200818:00 | Nowa Kaledonia | 5:27 | Niue | Stade Rivière Salée, Numea |
| 30 sierpnia 200818:00 |                | 5:27 |      | Stade Rivière Salée, Numea |